# Lola Mk6 GT
La Lola Mk6 GT è una vettura da competizione prodotta dalla Lola Racing Cars di Eric Broadley tra il 1962 e il 1963 in soli tre esemplari e con il suo motore Ford V8 da 4,7 litri segna l'inizio delle vetture Gran Turismo a motore centrale di grossa cilindrata, una soluzione tecnica da poco affacciatasi sul palcoscenico delle gare, ma che fino ad allora era prerogativa delle monoposto e delle economiche GT di piccola cilindrata.

## Contesto
La rivoluzione del motore centrale introdotta nelle competizioni dalla Cooper Car Company, una piccola azienda inglese che era riuscita a battere per due anni consecutivi i colossi della Formula 1, fece fatica ad estendersi alle auto della categoria Gran Turismo, che poteva gareggiare solo a fronte di un requisito minimo di esemplari prodotti: nessun costruttore era disposto a fare grossi investimenti per produrre "almeno cento vetture identiche in dodici mesi consecutivi", come richiesto dalla FIA, senza peraltro disporre della necessaria esperienza con questa nuova tecnologia e della componentistica adatta a tali applicazioni. Nello specifico non esistevano sul mercato cambi di velocità da montare al retrotreno che fossero adatti a gestire l'elevata coppia motrice dei motori di grossa cilindrata. La realizzazione del cambio Colotti Tipo 37, su richiesta della Lotus Cars per la sua monoposto Lotus 29, motorizzata con un motore V8 Ford Fairlane da 4,2 litri e concepita per la 500 miglia di Indianapolis del 1963 mise Broadley in condizioni di ovviare a questa carenza.
Inoltre la decisione della FIA sospendere il Campionato Mondiale Vetture Sport (F.I.A. World Sports Car Championship) per dar vita per la stagione 1962 all'International Championship for GT Manufacturers, elevando a classe regina le Gran Turismo fino ad allora comprimarie in pista ed escludendo le vetture sport concepite per l'uso esclusivo in gara, pose non pochi limiti allo sviluppo di vetture GT a motore centrale.
La Federazione pose parzialmente rimedio al problema, ammettendo al nuovo Campionato Internazionale Gran Turismo una seconda classe di vetture, denominata Gran Turismo Sperimentali (Experimental Grand Touring, in seguito conosciuta come prototipi), senza requisiti minimi di produzione, ma che avessero comunque le dotazioni per l'uso stradale, tra cui la ruota di scorta. La Lola Mk6 GT fu concepita da Eric Broadley alla fine del 1962 proprio per poter rientrare nella categoria Gran Turismo Sperimentali.

## Tecnica

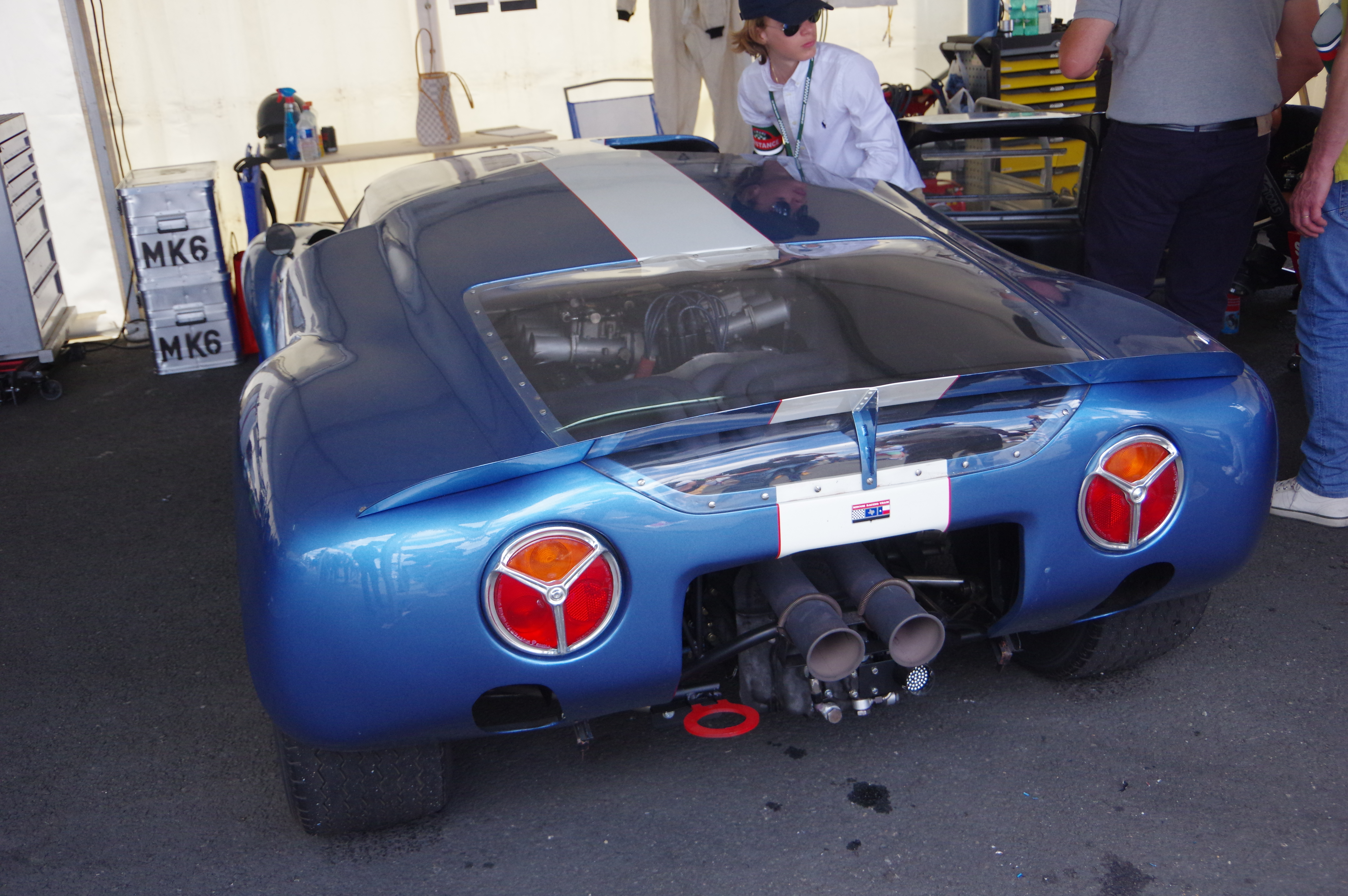
Vista posteriore della Lola Mk6 GT.

La Mk6 GT metteva insieme alcune tra le migliori tecnologie dell'epoca e la più prominente fu l'uso della monoscocca in alluminio (sebbene il prototipo fosse stato realizzato con la scocca in acciaio per questioni di tempo), fino ad allora prerogativa della Jaguar, in opposizione alla concorrenza che si affidava ancora a telai in traliccio di tubi. Alla scocca veniva imbullonato il gruppo motore-cambio Ford-Colotti con funzioni strutturali che reggeva le sospensioni posteriori, come nelle migliori F1 dell'epoca, e il risultato fu una vettura talmente compatta da avere un interasse addirittura inferiore alle vetture formula della stessa Casa nonostante l'impiego del grosso V8 americano ad aste e bilancieri, capace di 400 CV (298 KW).
Anche per quanto riguarda la carrozzeria, disegnata da John Frayling e realizzata in vetroresina, si ricorse a soluzioni particolari, come gli sbalzi ridotti, la coda tronca, la presa d'aria del motore integrata nel tetto e le ingegnose portiere che integravano parte del tetto, così da facilitare al pilota l'ingresso e l'uscita dall'abitacolo, una caratteristica che verrà ritrovata sulla sua discendente, la Ford GT40.

## Carriera agonistica
Il prototipo (numero di serie LGT-P) venne presentato nel gennaio 1963 all'Olympia Racing Car Show nel Regno Unito ottenendo un gran successo e grosse aspettative e nei mesi successivi venne portato in gara dal sudafricano Tony Maggs a Silverstone (dove ottenne il quinto posto partendo dal fondo dello schieramento) e alla 1000 km del Nürburgring (ritiro per cause tecniche), mentre in fabbrica si allestiva per Le Mans il secondo esemplare (numero di serie LGT-1), con scocca in alluminio.
Allestita in fretta e furia, la LGT-1 fu portata a Le Mans dallo stesso Eric Broadley e sottoposta tardivamente alle verifiche tecniche, che imposero la rimozione della presa d'aria sul tetto (perché, in accordo ai regolamenti, impediva la necessaria visuale posteriore attraverso il lunotto), sostituita da due prese d'aria ai lati dell'abitacolo, e la riduzione della capacità del serbatoio. I lavori di modifica furono effettuati e la vettura fu ammessa in gara, ma il tempo sottratto all'attività di collaudo fece si che la vettura fosse dotata di un'errata scelta della rapportatura del cambio, costringendo i piloti a non forzare al massimo lungo il rettilineo per evitare il fuorigiri, perdendo così una cinquantina di km/h sulla velocità massima prevista e ritirandosi per un incidente alla quindicesima ora di gara causato da un problema al selettore delle marce, dopo aver ricoperto in precedenza anche la quinta posizione. Impressionata dal potenziale della vettura, la Ford la acquistò per ulteriori collaudi e sperimentazioni e con essa pose le basi del progetto della GT40, coinvolgendo anche Broadley, che però lasciò il programma per divergenze con la dirigenza dell'azienda americana.
Nel frattempo, il terzo esemplare della Mk6 (numero di serie LGT-2), anch'esso con la scocca in alluminio e che non fu pronto in tempo per la 24 Ore di Le Mans 1963, fu venduto alla scuderia statunitense Mecom Racing Team che lo impiegò in gara a Brands Hatch, dove il motore si ruppe dopo soli 4 giri. Rimotorizzata con un V8 Chevrolet da 6 litri elaborato dalla statunitense Traco capace di 530 CV (395 KW) a 6500 giri/min, la vettura partecipò a molte gare oltreoceano e vinse alla Bahamas Speed Week del 1963